# Kevin Zeroli
Kevin Zeroli (Busto Arsizio, 11 januari 2005) is een Italiaans voetballer die bij voorkeur als centrale middenvelder speelt. Hij staat onder contract bij AC Milan.

## Clubcarrière
Zeroli werd geboren in Italië en heeft een Italiaanse vader en een Nigeriaanse moeder. Hij sloot zich reeds op vijfjarige leeftijd aan in de jeugdcademie van AC Milan. In juni 2023 tekende hij zijn eerste profcontract. Op 30 december 2023 debuteerde hij in de Serie A tegen US Sassuolo.